# Clasificación granulométrica

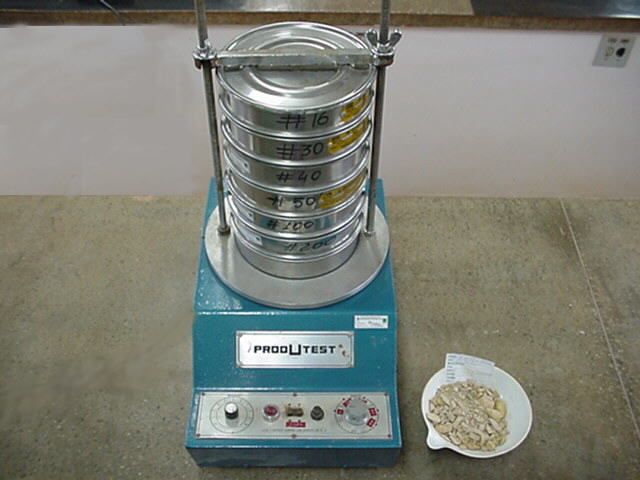
Columna de tamices sobre la máquina de ensayo.

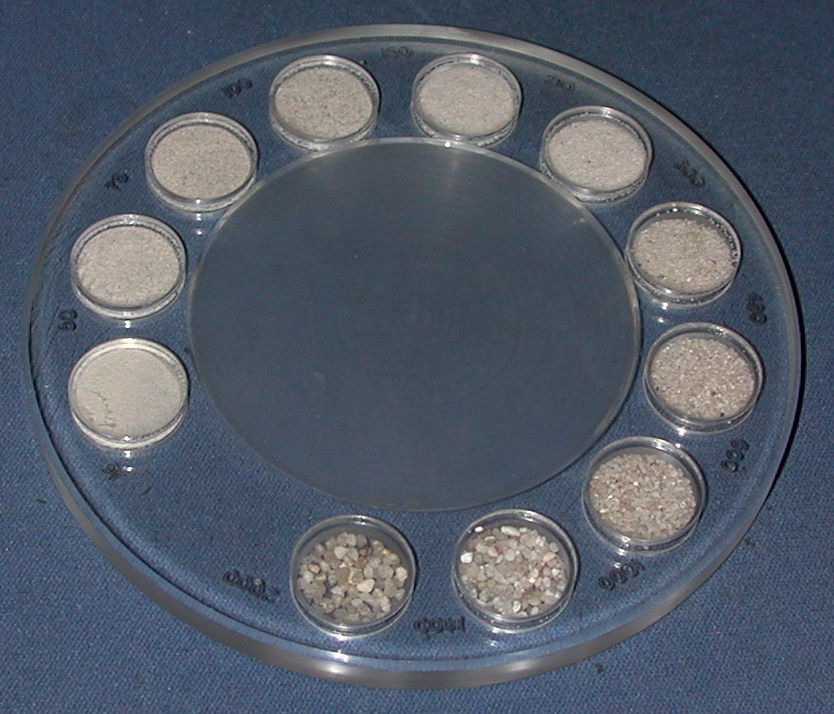
Diferentes partículas de 0,016 mm a 2,0 mm.

Se denomina clasificación granulométrica o granulometría, a la medición y graduación que se lleva a cabo de los granos de una formación sedimentaria, de los materiales sedimentarios, así como de los suelos, con fines de análisis, tanto de su origen como de sus propiedades mecánicas, y el cálculo de la abundancia de los correspondientes a cada uno de los tamaños previstos por una escala granulométrica
Una prueba granolumetrica en suelos se lleva a cabo para determinar y separar por tamaños una prueba de suelo y así darle una clasificación en el SUCS

## Método de determinación granulométrico
El tamaño de un grano, clasto o partícula, no siempre es fácil de determinar cuando son irregulares, se suele definir como el diámetro de una esfera de su mismo volumen, y se expresa en milímetros. En los cantos de mayor tamaño se suele hacer la media de las tres medidas ortogonales máximas, aunque no se corten en el mismo punto.
El método de determinación granulométrico más sencillo es hacer pasar las partículas por una serie de mallas de distintos anchos de entramado (a modo de coladores) que actúen como filtros de los granos que se llama comúnmente columna de tamices. Pero para una medición más exacta se utiliza un granulómetro láser, cuyo rayo difracta en las partículas para poder determinar su tamaño. O también se pueden utilizar los rayos gamma obs.

## Ensayo de tamizado
Para su realización se utiliza una serie de tamices con diferentes diámetros que son ensamblados en una columna. En la parte superior, donde se encuentra el tamiz de mayor diámetro, se agrega el material original (suelo o sedimento mezclado) y la columna de tamices se somete a vibración y movimientos rotatorios intensos en una máquina especial. Luego de algunos minutos, se retiran los tamices y se desensamblan, tomando por separado los pesos de material retenido en cada uno de ellos y que, en su suma, deben corresponder al peso total del material que inicialmente se colocó en la columna de tamices (Conservación de la Masa).
Cada tamiz consta de un marco de forma cilíndrica sin costura, unas pestañas de sujeción y una malla tejida de alambre especial. Los materiales  metálicos que se usan para la fabricación del tamiz deben ser resistentes a la corrosión. El ensamblaje entre el marco y la malla debe garantizar la eliminación de ondas en la malla y la junta entre ambas debe ser sellada por una cinta de epoxy, de manera tal que se logre obtener una tensión uniformemente firme de la malla, conservando las medidas de las cuadrículas de esta, para asegurar la precisión de la distribución granulométrica de los suelos. Cada tamiz debe contar con una placa de identificación que indica el número de tamiz, la designación equivalente de la Escala Tyler, la norma que cumple y el número de serie del certificado de conformidad.

## Curva granulométrica
Tomando en cuenta el peso total y los pesos retenidos, se procede a realizar la curva granulométrica, con los valores de porcentaje retenido que cada diámetro ha obtenido. La curva granulométrica permite visualizar la tendencia homogénea o heterogénea que tienen los tamaños de grano (diámetros) de las partículas.

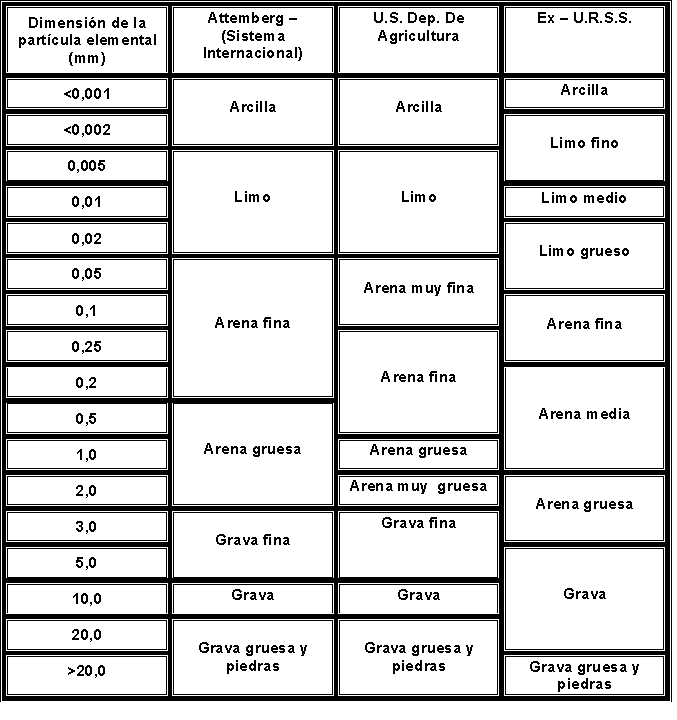
Clasificación de los suelos usada en diferentes países.

## Campos de aplicación

### Geología
En geología, este análisis granulométrico permite diferenciar diversas clases de materiales independientemente de su naturaleza química. La siguiente tabla muestra esta clasificación:
| Partícula      | Tamaño        |
| -------------- | ------------- |
| Arcillas       | < 0,002 mm    |
| Limos          | 0,002-0,06 mm |
| Arenas         | 0,06-2 mm     |
| Gravas         | 2-60 mm       |
| Cantos rodados | 60-250 mm     |
| Bloques        | >250 mm       |

### Sedimentología
Desde el punto de vista de la sedimentología, la medida de semejanza del tamaño de las partículas o clastos de un sedimento se expresa con los términos granoselección, selección o sorting (en inglés). Un material heterogéneo, con tamaños de clastos muy variados, se considera mal seleccionado, mientras que un material homogéneo, en el que predomina un único tamaño de grano, se considera bien seleccionado.
Por otro lado, se denomina granoclasificación o graded bedding a la distribución o variación del tamaño medio de los clastos dentro de una capa o estrato. Así, una capa que tiene en la base materiales más finos que a techo se dice que tiene granoclasificación creciente o negativa, y si es a la inversa, los materiales gruesos están en la base y los finos a techo, granoclasificación decreciente o positiva. Los términos granoselección y granoclasificación suelen usarse en ocasiones como sinónimos.
Cuando una sucesión de estratos muestra, desde los más antiguos a los más modernos, un aumento del tamaño medio de los clastos que forman cada capa, se dice que es una secuencia granocreciente, mientras que si va disminuyendo, se denomina secuencia granodecreciente.

### Mecánica de suelos
Desde el punto de vista de la mecánica de suelos, un material heterogéneo se considera bien graduado, y sus propiedades mecánicas ofrecen mayor calidad. Un material homogéneo se considera mal graduado, sus propiedades mecánicas son deficientes (por ej. suelos de tipo Löss).